# یواس‌اس آر-۱۶ (اس‌اس-۹۳)
یواس‌اس آر-۱۶ (اس‌اس-۹۳) (به انگلیسی: USS R-16 (SS-93)) یک زیردریایی بود که طول آن ۱۸۶ فوت ۲ اینچ (۵۶٫۷۴ متر) بود. این زیردریایی در سال ۱۹۱۷ ساخته شد.